# Estouy
Estouy és un municipi francès, situat al departament del Loiret i a la regió de Centre – Vall del Loira. L'any 2007 tenia 526 habitants.

## Demografia

### Població
El 2007 la població de fet d'Estouy era de 526 persones. Hi havia 196 famílies, de les quals 32 eren unipersonals (16 homes vivint sols i 16 dones vivint soles), 74 parelles sense fills, 78 parelles amb fills i 12 famílies monoparentals amb fills.
La població ha evolucionat segons el següent gràfic:
Habitants censats

### Habitatges
El 2007 hi havia 249 habitatges, 204 eren l'habitatge principal de la família, 28 eren segones residències i 17 estaven desocupats. 245 eren cases i 4 eren apartaments. Dels 204 habitatges principals, 165 estaven ocupats pels seus propietaris, 36 estaven llogats i ocupats pels llogaters i 3 estaven cedits a títol gratuït; 1 tenia una cambra, 5 en tenien dues, 28 en tenien tres, 41 en tenien quatre i 129 en tenien cinc o més. 147 habitatges disposaven pel capbaix d'una plaça de pàrquing. A 61 habitatges hi havia un automòbil i a 134 n'hi havia dos o més.

### Piràmide de població
La piràmide de població per edats i sexe el 2009 era:
| Homes | Edats   | Dones |
| ----- | ------- | ----- |
| 0     | 95 o +  | 0     |
| 0     | 90 a 94 | 0     |
| 4     | 85 a 89 | 0     |
| 4     | 80 a 84 | 4     |
| 0     | 75 a 79 | 4     |
| 8     | 70 a 74 | 0     |
| 16    | 65 a 69 | 12    |
| 16    | 60 a 64 | 12    |
| 24    | 55 a 59 | 24    |
| 16    | 50 a 54 | 8     |
| 20    | 45 a 49 | 24    |
| 4     | 40 a 44 | 12    |
| 40    | 35 a 39 | 28    |
| 24    | 30 a 34 | 12    |
| 4     | 25 a 29 | 28    |
| 8     | 20 a 24 | 8     |
| 16    | 15 a 19 | 8     |
| 12    | 10 a 14 | 8     |
| 16    | 5 a 9   | 16    |
| 32    | 0 a 4   | 12    |

## Economia
El 2007 la població en edat de treballar era de 343 persones, 259 eren actives i 84 eren inactives. De les 259 persones actives 239 estaven ocupades (124 homes i 115 dones) i 20 estaven aturades (12 homes i 8 dones). De les 84 persones inactives 39 estaven jubilades, 25 estaven estudiant i 20 estaven classificades com a «altres inactius».

### Ingressos
El 2009 a Estouy hi havia 204 unitats fiscals que integraven 537 persones, la mediana anual d'ingressos fiscals per persona era de 21.189 €.

### Activitats econòmiques
Dels 18 establiments que hi havia el 2007, 3 eren d'empreses de fabricació d'altres productes industrials, 3 d'empreses de construcció, 6 d'empreses de comerç i reparació d'automòbils, 1 d'una empresa de transport, 1 d'una empresa financera, 1 d'una empresa de serveis, 1 d'una entitat de l'administració pública i 2 d'empreses classificades com a «altres activitats de serveis».
Dels 3 establiments de servei als particulars que hi havia el 2009, 1 era un taller de reparació d'automòbils i de material agrícola, 1 paleta i 1 perruqueria.
L'únic establiment comercial que hi havia el 2009 era una botiga d'electrodomèstics.
L'any 2000 a Estouy hi havia 9 explotacions agrícoles que ocupaven un total de 1.170 hectàrees.

## Equipaments sanitaris i escolars
El 2009 hi havia una escola elemental integrada dins d'un grup escolar amb les comunes properes formant una escola dispersa.

## Poblacions més properes
El següent diagrama mostra les poblacions més properes.